# Anartioschiza bambutocola
Anartioschiza bambutocola är en skalbaggsart som beskrevs av Decelle 1975. Anartioschiza bambutocola ingår i släktet Anartioschiza och familjen Melolonthidae. Inga underarter finns listade i Catalogue of Life.